# Ballasttriode

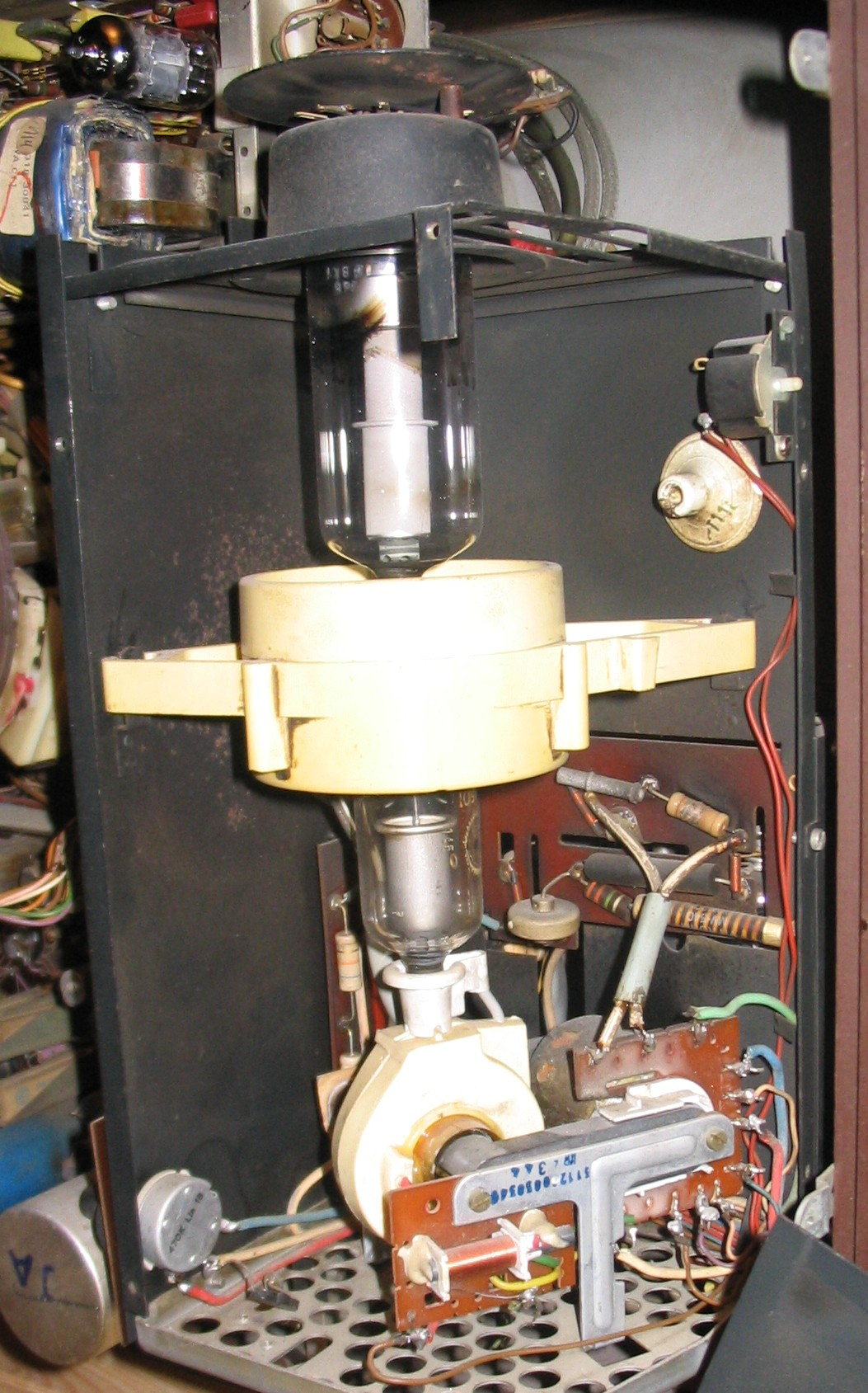
Zeilenendstufe mit Balasttriode, Röhre im Bild oben (Philips Goya 90, ca. 1969)

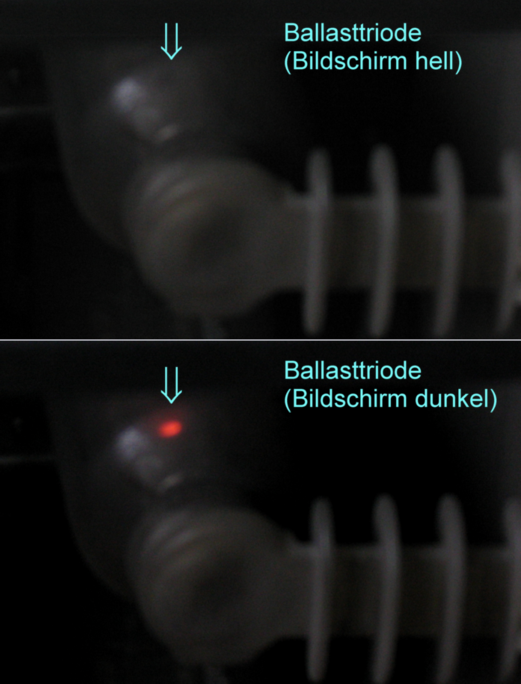
Ballasttriode in Funktion: Anodenblech, zu sehen durch ein kleines Loch im Metallzylinder, wird bei dunklem Bildschirm rotglühend.

Eine Ballasttriode ist eine Röhrentriode (Elektronenröhre), die als Parallelregler zur Spannungsstabilisierung dient. Als Strahltriode ausgebildet diente sie speziell zur Stabilisierung der Bildröhren-Hochspannung in frühen Farbfernsehgeräten. 
Die Ballasttriode ist parallel zur Hochspannung (Anodenspannung) der Farbbildröhre geschaltet und hat die Aufgabe, die von der Bildröhre gerade nicht benötigte Leistung zu „übernehmen“ und in Wärme umzuwandeln. Ist der Bildschirm dunkel, so steht die Ballasttriode unter Volllast, was dazu führt, dass ihre Anode rotglühend wird.  Dieses Schaltungsprinzip war notwendig, weil die Hochspannungserzeugung im Farbfernseher damals zu hochohmig war, um die Hochspannung über die Regelung der Zeilenendröhre zu stabilisieren (Serienstabilisierung). Änderungen der Bildhelligkeit hätten sonst zu starken Schwankungen der Bildgröße geführt („Pumpen“, „Lupeneffekt“).
In den frühen amerikanischen und japanischen Farbfernsehern ab Mitte der 1950er Jahre wurde als Ballasttriode der Typ 6BK4 eingesetzt, in deutschen Farbfernsehgeräten ab 1967 bis ca. 1972 die PD500 bzw. die verbesserte PD510. 
In frühen amerikanischen Farbfernsehgeräten mit 21-Zoll-Bildröhre wurde eine Hochspannung von 20 kV bei einem maximalen Strom (volle Helligkeit) von ca. 1 mA verwendet. Die ersten deutschen Farbfernsehgeräte mit der A63-11X (63-cm-Farbbildröhre) arbeiteten mit 25 kV bei maximal ca. 1,2 mA. Diese Leistungen wurden von der Hochspannungswicklung des Zeilentransformator zur Verfügung gestellt und mit einer Röhrendiode gleichgerichtet (Einweggleichrichtung).
Ein besonderes Problem der ersten Ballasttrioden (6BK4, PD500) war die bei Volllast entstehende Röntgenstrahlung, die insbesondere in den deutschen Farbfernsehgeräten der ersten Generation 1967 oft nicht hinreichend abgeschirmt wurde. Spätere Ballasttrioden (z. B. PD510) besaßen einen höheren Bleianteil im Glas, der den Austritt der Röntgenstrahlung verminderte.
Als ab 1968 zunehmend niederohmige Schaltungsvarianten mit Hochspannungskaskaden zur Hochspannungserzeugung verwendet wurden, wurde die Stabilisierung auch über die Ansteuerung der Zeilenendröhre möglich, die ohne die berüchtigte Ballasttriode auskam und diese bis ca. 1973 vollständig ersetzte.